# 圣索沃尔拉朗德
圣索沃尔拉朗德（法語：Saint-Sauveur-Lalande，法語發音：[sɛ̃ sovœʁ lalɑ̃d]）是法国多尔多涅省的一个市镇，位于该省西部偏南，属于佩里格区。

## 地理
圣索沃尔拉朗德（44°59'7"N, 0°15'10"E）面积9.3 平方千米，位于法国新阿基坦大区多爾多涅省，该省份为法国西南部内陆省份，是法國本土面积第三大的省，大致对应佩里戈尔地区，北起顺时针与夏朗德省、上维埃纳省、科雷兹省、洛特省、洛特-加龙省、吉倫特省和滨海夏朗德省接壤。
与圣索沃尔拉朗德接壤的市镇（或旧市镇、城区）包括：博普耶、圣热罗德科尔、圣雷米、圣马夏尔达尔唐塞。

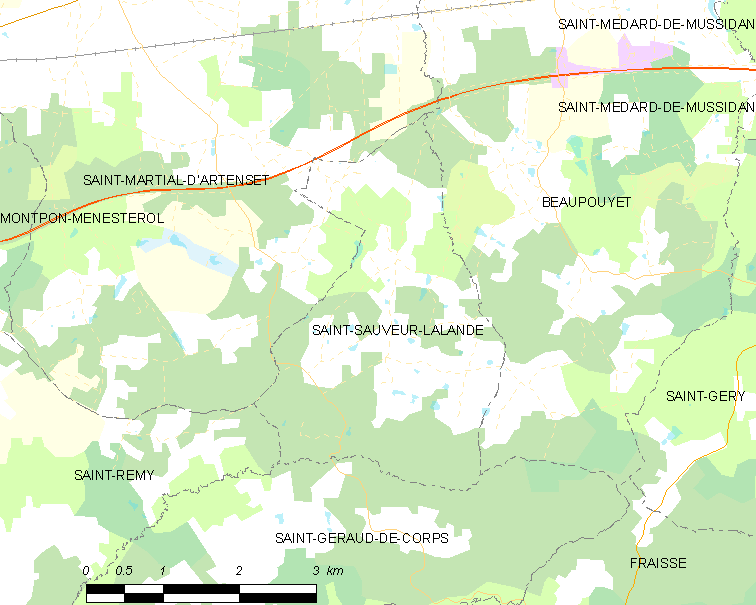
圣索沃尔拉朗德的OSM定位图

圣索沃尔拉朗德的时区为UTC+01:00、UTC+02:00（夏令时）。

## 行政
圣索沃尔拉朗德的邮政编码为24700，INSEE市镇编码为24500。

## 政治
圣索沃尔拉朗德所属的省级选区为蒙蓬-梅内斯泰罗勒县。

## 人口

1962-2008年间圣索沃尔拉朗德人口变化图示

圣索沃尔拉朗德于2022年1月1日时的人口数量为149人。